# Arthur Dendy
Arthur Dendy (20 de enero de 1865, Patricroft - 24 de marzo de 1925, Londres) fue un naturalista y zoólogo británico. Se especializó en Porifera, y trabajó para el British Museum.
Fue el octavo hijo de John Dendy, minero, y de Sarah Beard. En 1885 se gradúa en el "Owens College de Mánchester" como zoólogo. En 1888 a instancias del profesor Baldwin Spencer es designado demostrador en la Universidad de Melbourne. Allí se casa el 5 de diciembre de 1888 con la inglesa Ada Margaret Courtauld, teniendo tres hijas y un varón.

## Honores

### Eponimia
- (Asteraceae) Leptinella dendyi (Cockayne) D.G.Lloyd & C.J.Webb[1]
- La abreviatura «Dendy» se emplea para indicar a Arthur Dendy como autoridad en la descripción y clasificación científica de los vegetales.[2]

## Abreviatura (zoología)
La abreviatura Dendy  se emplea para indicar a Arthur Dendy como autoridad en la descripción y taxonomía en zoología.